# USL Championship 2025
Navigation
Édition précédente Édition suivante
La saison 2025 du championnat USL sera la 15e saison du championnat USL et la huitième saison en tant que deuxième niveau.
24 équipes sont réparties dans deux conférences où elles s'affronteront lors d’une saison régulière. Le Lexington SC a rejoint l'USL League One. Le Memphis 901 FC s'est retiré car il n'a pas pu garantir la construction d'un nouveau stade homologué et a transféré ses droits de franchise au Santa Barbara Sky FC, qui commencera à jouer à partir de la saison 2026. Le Brooklyn FC, qui devait commencer à jouer en 2025, a choisi de reporter ses débuts à la saison 2026.
Les 24 équipes participeront à la USL Jägermeister Cup aux côtés des 14 équipes de l'USL League One .
Le Colorado Springs Switchbacks FC est le champion en titre et le Louisville City FC est le vainqueur en titre du Players' Shield.

## Clubs participants

### Promotion / relégation
Clubs arrivants
- Lexington SC (USL League One )[4]

Clubs sortants
- Memphis 901 FC (droits de franchise transférés à Santa Barbara Sky FC ) [5]

### Liste des équipes
| Équipe                    | Entraîneur     | Stade                     | Capacité |
| ------------------------- | -------------- | ------------------------- | -------- |
| Legion de Birmingham      | Tom Soehn      | Protective Stadium        | 47 100   |
| Battery de Charleston     | Ben Pirmann    | Health Stadium            | 5 113    |
| Détroit City FC           | Danny Dichio   | Keyworth Stadium          | 7 933    |
| Athletic de Hartford      | Brendan Burke  | Trinity Health Stadium    | 5 500    |
| Eleven d'Indy             | Jeff Belskus   | Michael A. Carrol Stadium | 12 100   |
| Loudoun United FC         | Ryan Martin    | Segra Field               | 5 000    |
| Louisville City FC        | Danny Cruz     | Lynn Family Stadium       | 15 304   |
| Miami FC                  |                | Riccardo Silva Stadium    | 20 000   |
| North Carolina FC         | Dave Sarachan  | Sahlen’s Stadium          | 10 000   |
| Riverhounds de Pittsburgh | Bob Lilley     | Highmark Stadium          | 5 000    |
| Rhode Island FC           | Khano Smith    | Tidewater Landing Stadium | 10 500   |
| Tampa Bay                 | Robbie Neilson | Al Lang Stadium           | 7 227    |

### Changements d'entraîneurs
|  | Entraîneur sortant       | Motif de départ                       | Date de départ   | Entraîneur entrant | Date d’arrivée   |
|  | ------------------------ | ------------------------------------- | ---------------- | ------------------ | ---------------- |
|  | Alen Marcina             | Accord mutuel                         | 31 octobre 2024  | Carlos Llamosa     | 16 décembre 2024 |
|  | Mark Briggs              | Séparation mutuelle                   | 4 novembre 2024  | Neill Collins      | 21 décembre 2024 |
|  | Diego Gómez (interim)    | Fin de la période intérimaire         | 7 novembre 2024  | Pa-Modou Kah       | 18 novembre 2024 |
|  | Gavin Glinton (interim)  |                                       |                  | Gavin Glinton      |                  |
|  | Mario Sanchez            | Promu au poste de directeur technique | 13 novembre 2024 | Luke Spencer       | 13 novembre 2024 |
|  | Darren Powell            | Promu au front office                 | 27 octobre 2024  | Terry Boss         | 4 décembre 2024  |
|  | Eric Quill               | Embauché par FC Dallas                | 20 novembre 2024 | Dennis Sanchez     | 24 décembre 2024 |
|  | Danny Stone (interim)    | Fin de la période intérimaire         | 13 décembre 2024 | Danny Stone        | 13 décembre 2024 |
|  | Dennis Sanchez           | Embauché par Nouveau-Mexique United   | 24 décembre 2024 | Antonio Nocerino   | 9 janvier 2025   |
|  | Marcello Alves (interim) | Fin de la période intérimaire         | 23 janvier 2025  | Gastόn Maddoni     | 23 janvier 2025  |

## Saison régulière

### Classements des conférences Ouest et Est
En cas d'égalité en nombre de points, voici les critères pour départager les équipes par ordre d'importance :
1. Nombre de points lors d'oppositions
2. Différence de buts lors d'oppositions
3. Nombre de points face aux équipes de la même division
4. Nombre de victoires face aux équipes de la même division
5. Différence de buts face aux équipes de la même division
6. Nombre de buts inscrits face aux équipes de la même division
7. Classement disciplinaire
8. Tirage à la pièce

| Rang | Équipe               | Pts | J  | G  | N | P  | Bp | Bc | Diff |
| ---- | -------------------- | --- | -- | -- | - | -- | -- | -- | ---- |
| 1    | FC Tulsa             | 39  | 20 | 11 | 6 | 3  | 36 | 23 | +13  |
| 2    | Sacramento Republic  | 31  | 19 | 8  | 7 | 4  | 26 | 28 | -2   |
| 3    | San Antonio FC       | 28  | 19 | 8  | 4 | 7  | 25 | 26 | -1   |
| 4    | Locomotive d'El Paso | 28  | 19 | 7  | 7 | 5  | 32 | 27 | +5   |
| 5    | Orange County SC     | 27  | 18 | 8  | 3 | 7  | 28 | 24 | +4   |
| 6    | New Mexico United    | 26  | 18 | 8  | 2 | 8  | 26 | 28 | -2   |
| 7    | Lexington SC         | 25  | 20 | 6  | 7 | 7  | 21 | 26 | -5   |
| 8    | Phoenix Rising       | 25  | 20 | 6  | 7 | 7  | 31 | 36 | -5   |
| 9    | Colorado SpingsT     | 24  | 19 | 6  | 6 | 7  | 24 | 25 | -1   |
| 10   | Monterey Bay FC      | 23  | 21 | 6  | 5 | 10 | 23 | 29 | -6   |
| 11   | Oakland Roots SC     | 21  | 19 | 6  | 3 | 10 | 23 | 30 | -7   |
| 12   | Lights de Las Vegas  | 20  | 20 | 5  | 5 | 10 | 16 | 37 | -21  |

| Rang | Équipe                 | Pts | J  | G  | N | P  | Bp | Bc | Diff |
| ---- | ---------------------- | --- | -- | -- | - | -- | -- | -- | ---- |
| 1    | Louisville City FC     | 47  | 20 | 14 | 5 | 1  | 42 | 17 | +25  |
| 2    | Charleston Battery     | 44  | 20 | 14 | 2 | 4  | 41 | 21 | +20  |
| 3    | Loudoun United FC      | 31  | 20 | 9  | 4 | 7  | 31 | 29 | +2   |
| 4    | North Carolina FC      | 30  | 19 | 9  | 3 | 7  | 29 | 26 | +3   |
| 5    | Pittsburgh Riverhounds | 27  | 20 | 7  | 6 | 7  | 19 | 18 | +1   |
| 6    | Détroit City           | 25  | 20 | 6  | 7 | 7  | 22 | 24 | -2   |
| 7    | Hartford Athletic      | 23  | 19 | 6  | 5 | 8  | 26 | 23 | +3   |
| 8    | Rhode Island FC        | 21  | 20 | 5  | 6 | 9  | 15 | 20 | -5   |
| 9    | Indy Eleven            | 20  | 19 | 5  | 5 | 9  | 29 | 35 | -6   |
| 10   | Miami FC               | 20  | 20 | 5  | 5 | 10 | 19 | 31 | -12  |
| 11   | Birmingham Legion      | 19  | 20 | 4  | 7 | 9  | 23 | 32 | -9   |
| 12   | Tampa Bay Rowdies      | 18  | 19 | 5  | 3 | 11 | 22 | 29 | -7   |

- Champion de la saison régulière et qualification pour les demi-finales de conférence
- Franchises qualifiées pour la phase finale de conférence
- Franchise qualifiée pour les quarts de finale de conférence

T : Tenant du titre